# 超细纤维

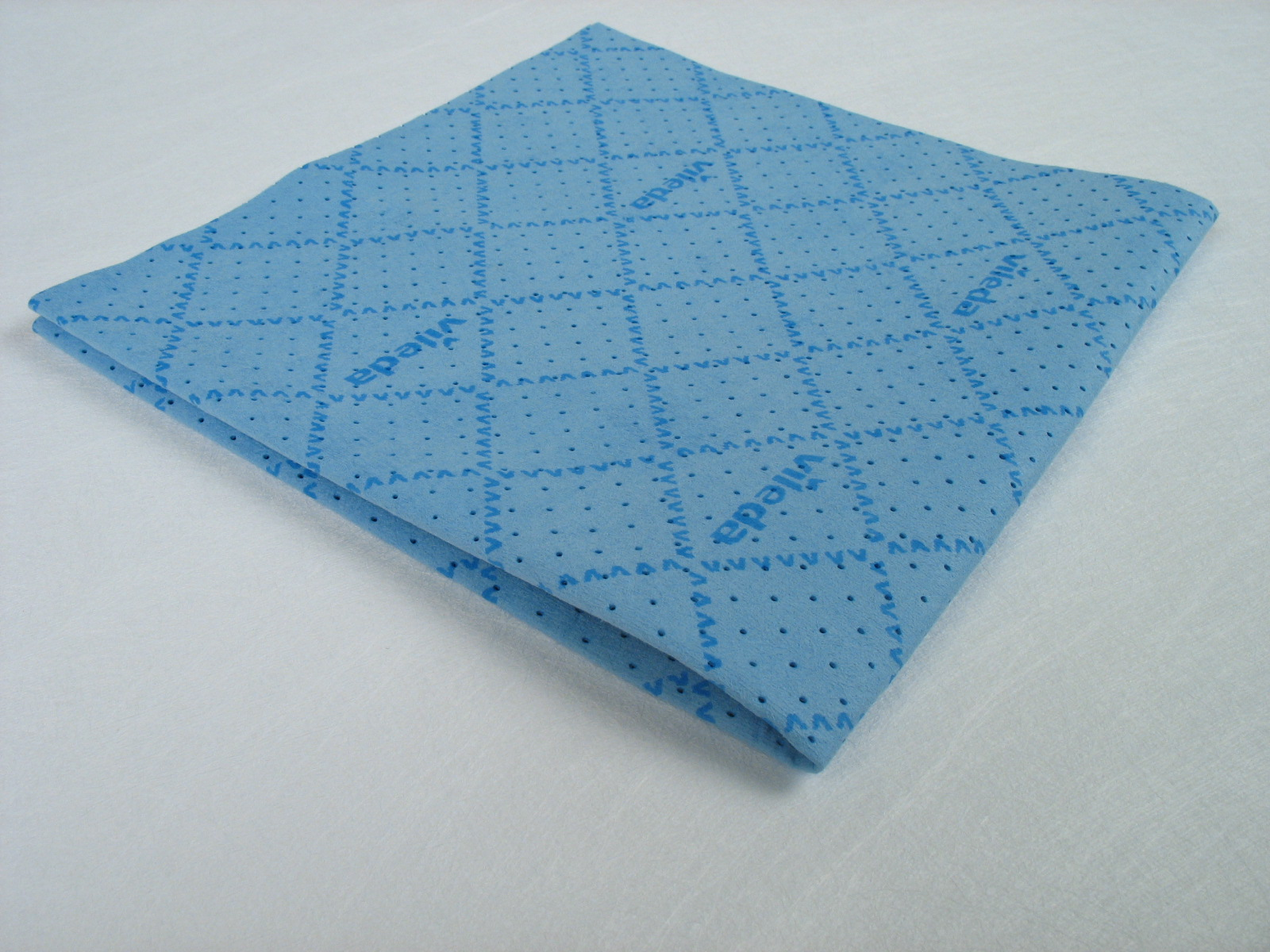
超细纤维布

超细纤维（microfiber）又称微纤维，是比1个丹尼尔（den）或每线1个分特（dtex/thread）更细的合成纤维，其直径小于10微米。一縷超细纤维约为一丹尼尔，直径约为人类头发的五分之一。最常见的超细纤维由各种聚酯製成。1950年代后期，超细纤维（细于0.7丹尼尔）開始生产。由超細纖維製作的布料常被用於清潔電腦顯示器、智能手機、眼鏡。